# Mootah Point
Das Kap Mootah Point in dem westafrikanischen Staat Gambia liegt im Fluss Gambia auf dem südlichen Flussufer rund 62 Kilometer von der Mündung in dem Atlantischen Ozean entfernt. Dem den anderen Flussufer gegenüber im Norden liegt in zwei Kilometer Entfernung der Suara Point.
Auf dem Kap liegt der kleine Ort Kemoto.